# 長尾連山
長尾連山（ながおれんざん）は、兵庫県宝塚市にある愛宕山（あたごやま、335m）、長尾山（ながおやま、302m）、中山（なかやま、478m）からなる山である。別名として中山連山と称され、大峰山（おおみねさん 552m）を含める場合もある。東を猪名川、西を武庫川に挟まれた伊丹台地の北限である。

## 概要
主要な山として、
- 愛宕山（335m）
- 長尾山（302m）
- 中山（478m）

から成る連山である。歴史は古くからあり、宝塚市は長尾連山に二分されており、北側は武庫川武田尾温泉を中心に発展し、南側はJR西日本宝塚線宝塚駅を中心に発展していった。
一般に「十万辻」（じゅうまんつじ）と呼称される辺りから宝塚市の文化は一転しており、タワーやビルといった市街地の賑わいは北側にはない。

## 周辺
- 中山
- 中山寺
- 武田尾温泉
- 阪急宝塚本線
- JR福知山線